# 曼珠沙華 (アルバム)
『曼珠沙華』（マンジューシャカ）は、山口百恵の16枚目のスタジオ・アルバム。1978年12月21日にCBSソニーよりリリースされた。

## 概要
正式なアルバム・タイトルは『二十才の記念碑 曼珠沙華』
帯コピー：あなたの前で女でありたい。私はもうはたち…
”曼珠沙華” (マンジューシャカ) とは ”mañjūṣaka” というサンスクリット語の音写で、”如意花”(にょいか) と漢訳される。この花を見る者は自ずからにして悪業を離れ、天神が意の儘にこの花を雨のように降らせると考えられるという、白色で柔らかな天界の花を意味する。
アルバムとしての統一感を出すため、LPのA面を「曼珠沙華の章」、B面を「無垢の章」としている。大ヒット曲「いい日旅立ち」を収録しており、自身のオリジナル・アルバムでは最大のヒットとなった。ジャケット写真のヌード（バストトップ）は、篠山紀信撮影によるものである。
タイトル曲「曼珠沙華」は完成度の高い傑作となり、プロデューサーの「アルバムだけでなくもっと多くの人に聴いて欲しい」という思いから、翌1979年3月発売のシングル「美・サイレント」のB面に収録された。アルバムでは曲の冒頭部分に百恵のナレーションが入っているが、シングル・バージョンではカットされており、1990年9月15日に発売されたCD選書版でもナレーションがカットされている。2003年6月4日に発売された全オリジナルアルバム22枚を復刻したCD-BOX『MOMOE PREMIUM』にはリマスタリング音源で収録され、ナレーションも復刻している（2007年9月30日には更なるマスターサウンド仕様が施された『Complete MOMOE PREMIUM』が発売された）。
M-3「惜春通り」は1994年4月に、新アレンジ、ボーカル別テイクが採用され14年振りのシングルとして発売された。カップリングには「愛染橋」が選曲されている。

## 収録曲
| #  | タイトル                                 | 作詞         | 作曲     | 編曲     |
| -- | ---------------------------------------- | ------------ | -------- | -------- |
| 1. | 「いい日旅立ち」                         | 谷村新司     | 谷村新司 | 川口真   |
| 2. | 「シュルード・フェロー (Shrewd Fellow)」 | 野原理香     | 穂口雄右 | 川口真   |
| 3. | 「惜春通り」                             | 石丸博       | 川口真   | 萩田光雄 |
| 4. | 「ジェラシー」                           | うさみかつみ | 萩田光雄 | 萩田光雄 |
| 5. | 「夢のあとさき」                         | 山上路夫     | 佐藤勝   | 川口真   |
| 6. | 「曼珠沙華」                             | 阿木燿子     | 宇崎竜童 | 萩田光雄 |

| #  | タイトル                                   | 作詞     | 作曲     | 編曲     |
| -- | ------------------------------------------ | -------- | -------- | -------- |
| 1. | 「横須賀サンセット・サンライズ」           | 阿木燿子 | 宇崎竜童 | 川口真   |
| 2. | 「プリティー・ハーロット (Pretty Harlot)」 | 野原理香 | 穂口雄右 | 萩田光雄 |
| 3. | 「ひとふさの葡萄」                         | 石丸博   | 川口真   | 川口真   |
| 4. | 「十五の頃 (紅梅集)」                      | 山上路夫 | 佐藤勝   | 萩田光雄 |
| 5. | 「ひといろ足りない虹のように」             | 新川和江 | 萩田光雄 | 川口真   |
| 6. | 「横須賀サンセット・サンライズ」           | 阿木燿子 | 宇崎竜童 | 川口真   |

## 関連人物
- 宇崎竜童
- 阿木燿子
- 谷村新司
- 篠山紀信
- 三浦祐太朗

## 関連作品
- MOMOE PREMIUM
- 山口百恵 22 Original Albums Collection
- Complete MOMOE PREMIUM

## 参考資料
- 川瀬泰雄『プレイバック 制作ディレクター回想記』学研マーケティング、2011年2月。ISBN 978-4054047259。